# 500 Millas de Indianápolis de 2019
La 103.ª edición de las 500 Millas de Indianápolis se disputó el 26 de mayo de 2019 en el Indianapolis Motor Speedway, ubicado en Speedway, Indiana (Estados Unidos). Fue la sexta ronda de la temporada 2019 de la IndyCar Series, además de ser el evento más importante de la categoría.

## Participantes
Nota: Todos los equipos usan los chasis Dallara IR-18 con motores Chevrolet u Honda y neumáticos Firestone.
| N.° | Piloto              | Escudería                                 | Motor     |
| --- | ------------------- | ----------------------------------------- | --------- |
| 2   | Josef Newgarden     | Team Penske                               | Chevrolet |
| 3   | Hélio Castroneves G | Team Penske                               | Chevrolet |
| 4   | Matheus Leist       | A. J. Foyt Enterprises                    | Chevrolet |
| 5   | James Hinchcliffe   | Arrow Schmidt Peterson Motorsports        | Honda     |
| 7   | Marcus Ericsson N   | Arrow Schmidt Peterson Motorsports        | Honda     |
| 9   | Scott Dixon G       | Chip Ganassi Racing                       | Honda     |
| 10  | Felix Rosenqvist N  | Chip Ganassi Racing                       | Honda     |
| 12  | Will Power G        | Team Penske                               | Chevrolet |
| 14  | Tony Kanaan G       | A. J. Foyt Enterprises                    | Chevrolet |
| 15  | Graham Rahal        | Rahal Letterman Lanigan Racing            | Honda     |
| 18  | Sébastien Bourdais  | Dale Coyne Racing with Vasser-Sullivan    | Honda     |
| 19  | Santino Ferrucci N  | Dale Coyne Racing                         | Honda     |
| 20  | Ed Carpenter        | Ed Carpenter Racing                       | Chevrolet |
| 21  | Spencer Pigot       | Ed Carpenter Racing                       | Chevrolet |
| 22  | Simon Pagenaud      | Team Penske                               | Chevrolet |
| 23  | Charlie Kimball     | Carlin                                    | Chevrolet |
| 24  | Sage Karam          | Dreyer & Reinbold Racing                  | Chevrolet |
| 25  | Conor Daly          | Andretti Autosport                        | Honda     |
| 26  | Zach Veach          | Andretti Autosport                        | Honda     |
| 27  | Alexander Rossi G   | Andretti Autosport                        | Honda     |
| 28  | Ryan Hunter-Reay G  | Andretti Autosport                        | Honda     |
| 30  | Takuma Satō G       | Rahal Letterman Lanigan Racing            | Honda     |
| 31  | Patricio O'Ward N   | Carlin                                    | Chevrolet |
| 32  | Kyle Kaiser         | Juncos Racing                             | Chevrolet |
| 33  | James Davison       | Dale Coyne Racing with Byrd and Belardi   | Honda     |
| 39  | Pippa Mann          | Clauson-Marshall Racing                   | Chevrolet |
| 42  | Jordan King N       | Rahal Letterman Lanigan Racing            | Honda     |
| 48  | J.R. Hildebrand     | Dreyer & Reinbold Racing                  | Chevrolet |
| 59  | Max Chilton         | Carlin                                    | Chevrolet |
| 60  | Jack Harvey         | Meyer Shank Racing                        | Honda     |
| 63  | Ed Jones            | Ed Carpenter Racing                       | Chevrolet |
| 66  | Fernando Alonso     | McLaren Racing                            | Chevrolet |
| 77  | Oriol Servià        | MotoGator Team Stange Racing w/ Arrow SPM | Honda     |
| 81  | Ben Hanley N        | DragonSpeed                               | Chevrolet |
| 88  | Colton Herta N      | Harding Steinbrenner Racing               | Honda     |
| 98  | Marco Andretti      | Andretti Herta w/ Marco & Curb-Agajanian  | Honda     |

Fuente: IndyCar Series.
- G  Ganador previo de las 500 millas de Indianapolis.
- N  Novato de las 500 millas de Indianapolis.

## Calendario
Las actividades de la competencia irán desde el 14 al 26 de mayo, el día que se disputa la carrera.
| Fecha                 | Sesión                                          |
| --------------------- | ----------------------------------------------- |
| 14 de mayo, martes    | Práctica 1                                      |
| 15 de mayo, miércoles | Práctica 2                                      |
| 16 de mayo, jueves    | Práctica 3                                      |
| 17 de mayo, viernes   | Práctica 4, también llamada fast friday         |
| 18 de mayo, sábado    | Práctica 5                                      |
| 18 de mayo, sábado    | Clasificación - Día 1                           |
| 19 de mayo, domingo   | Práctica 6                                      |
| 19 de mayo, domingo   | Clasificación - Posiciones 31-33                |
| 19 de mayo, domingo   | Clasificación - Fast nine                       |
| 19 de mayo, domingo   | Práctica 7                                      |
| 20 de mayo, lunes     | Práctica 8                                      |
| 24 de mayo, viernes   | Práctica final                                  |
| 26 de mayo, domingo   | 103.ª edición de las 500 millas de Indianápolis |

## Prácticas

### Práctica 1
| Pos. | N.º | Piloto         | Escudería           | Motor     | Tiempo  | Velocidad |
| ---- | --- | -------------- | ------------------- | --------- | ------- | --------- |
| 1    | 12  | Will Power     | Team Penske         | Chevrolet | 39.1738 | 229.745   |
| 2    | 22  | Simon Pagenaud | Team Penske         | Chevrolet | 39.1810 | 229.703   |
| 3    | 20  | Ed Carpenter   | Ed Carpenter Racing | Chevrolet | 39.3610 | 228.653   |

Fuente: IndyCar Series.

### Práctica 2
| Pos. | N.º | Piloto          | Escudería           | Motor     | Tiempo  | Velocidad |
| ---- | --- | --------------- | ------------------- | --------- | ------- | --------- |
| 1    | 2   | Josef Newgarden | Team Penske         | Chevrolet | 39.3260 | 228.856   |
| 2    | 9   | Scott Dixon     | Chip Ganassi Racing | Honda     | 39.3296 | 228.835   |
| 3    | 21  | Spencer Pigot   | Ed Carpenter Racing | Chevrolet | 39.3601 | 228.658   |

Fuente: IndyCar Series.

### Práctica 3
| Pos. | N.º | Piloto      | Escudería                          | Motor     | Tiempo  | Velocidad |
| ---- | --- | ----------- | ---------------------------------- | --------- | ------- | --------- |
| 1    | 63  | Ed Jones    | Ed Carpenter Racing Scuderia Corsa | Chevrolet | 39.5008 | 227.843   |
| 2    | 30  | Takuma Satō | Rahal Letterman Lanigan Racing     | Honda     | 39.7002 | 226.699   |
| 3    | 26  | Zach Veach  | Andretti Autosport                 | Honda     | 39.8107 | 226.070   |

Fuente: IndyCar Series.

### Práctica 4
| Pos. | N.º | Piloto         | Escudería                                | Motor | Tiempo  | Velocidad |
| ---- | --- | -------------- | ---------------------------------------- | ----- | ------- | --------- |
| 1    | 25  | Conor Daly     | Andretti Autosport                       | Honda | 38.8426 | 231.704   |
| 2    | 98  | Marco Andretti | Andretti Herta w/ Marco & Curb-Agajanian | Honda | 38.9862 | 230.851   |
| 3    | 30  | Takuma Satō    | Rahal Letterman Lanigan Racing           | Honda | 39.0024 | 230.755   |

Fuente: IndyCar Series.

### Práctica 5
| Pos. | N.º | Piloto          | Escudería                      | Motor     | Tiempo  | Velocidad |
| ---- | --- | --------------- | ------------------------------ | --------- | ------- | --------- |
| 1    | 66  | Fernando Alonso | McLaren Racing                 | Chevrolet | 39.4625 | 228.065   |
| 2    | 42  | Jordan King     | Rahal Letterman Lanigan Racing | Honda     | 39.6131 | 227.198   |
| 3    | 32  | Kyle Kaiser     | Juncos Racing                  | Chevrolet | 39.7883 | 226.197   |

Fuente: IndyCar Series.

### Práctica 6
Disputada antes de las sesiones del segundo día de clasificación, originalmente esta sesión de práctica estaría dividida en dos grupos, los pilotos que participarían en la repesca de última fila correrían primero, y luego participarían los pilotos que se clasificaron para el fast nine, pero esta última quedó cancelada debido al mal clima.
| Pos. | N.º | Piloto            | Escudería                          | Motor     | Tiempo  | Velocidad |
| ---- | --- | ----------------- | ---------------------------------- | --------- | ------- | --------- |
| 1    | 5   | James Hinchcliffe | Arrow Schmidt Peterson Motorsports | Honda     | 39.4521 | 228.125   |
| 2    | 24  | Sage Karam        | Dreyer & Reinbold Racing           | Chevrolet | 39.4594 | 228.083   |
| 3    | 59  | Max Chilton       | Carlin                             | Chevrolet | 39.5772 | 227.404   |

Fuente: IndyCar Series.

### Práctica 8
En esta sesión de práctica, disputada un día después del último día de clasificación, solo se le permitió participar a los 33 clasificados para la carrera.
| Pos. | N.º | Piloto            | Escudería                          | Motor     | Tiempo  | Velocidad |
| ---- | --- | ----------------- | ---------------------------------- | --------- | ------- | --------- |
| 1    | 22  | Simon Pagenaud    | Team Penske                        | Chevrolet | 39.4625 | 228.065   |
| 2    | 2   | Josef Newgarden   | Team Penske                        | Chevrolet | 39.6131 | 227.198   |
| 3    | 5   | James Hinchcliffe | Arrow Schmidt Peterson Motorsports | Honda     | 39.7883 | 226.197   |

Fuente: IndyCar Series.

### Práctica final
| Pos. | N.º | Piloto           | Escudería                      | Motor     | Tiempo  | Velocidad |
| ---- | --- | ---------------- | ------------------------------ | --------- | ------- | --------- |
| 1    | 14  | Tony Kanaan      | A. J. Foyt Enterprises         | Chevrolet | 39.9083 | 225.517   |
| 2    | 19  | Santino Ferrucci | Dale Coyne Racing              | Honda     | 39.9137 | 225.486   |
| 3    | 5   | Takuma Satō      | Rahal Letterman Lanigan Racing | Honda     | 39.9170 | 225.468   |

Fuente: IndyCar Series.

## Clasificación
La parrilla de salida de la carrera es decidida basándose en tres sesiones diferentes, la sesión del día sábado, en la cual compiten todos los participantes. Y dos sesiones disputadas el día domingo, que definen la pole position y la última fila de la parrilla de salida, formando así 11 filas de 3 monoplazas para formar una parrilla de 33. En todas las sesiones los pilotos tienen que rodar individualmente sobre el circuito, sin ningún otro monoplaza sobre la pista. Las posiciones se definen en base de la velocidad media de cuatro vueltas consecutivas.

### Día 1
En esta sesión participan todos los pilotos anotados en la competencia. Los pilotos salieron a hacer sus tiempos con base en un sorteo aleatorio el día previo a la clasificación, los intentos para lograr los tiempos de clasificación no estarán limitados, por lo que se un piloto puede volver a salir a pista, pero dejando prioridad a los pilotos que no hayan marcado o que hayan retirado su tiempo. Al terminar la sesión, los resultados definirán así a tres grupos de pilotos:
- Los pilotos que terminaron en las posiciones 1 a 9 definen el día domingo su posición en la parrilla de salida, además de enfrentarse por la pole position
- Los pilotos que terminaron en las posiciones 10 a 30 tienen definida su puesto en la parrilla, por lo que no volverán a participar en la clasificación del día domingo.
- Los pilotos que terminaron en las posiciones 31 en adelante, definen el día domingo por las posiciones 31 a 33 en la última fila de la parrilla, eliminando a los más lentos e impidiendo que puedan comenzar la carrera.

| Pos.                   | N.º       | Piloto             | Escudería                                      | Motor     | Tiempo          | Velocidad       |
| Fast nine              | Fast nine | Fast nine          | Fast nine                                      | Fast nine | Fast nine       | Fast nine       |
| ---------------------- | --------- | ------------------ | ---------------------------------------------- | --------- | --------------- | --------------- |
| 1                      | 21        | Spencer Pigot      | Ed Carpenter Racing                            | Chevrolet | 2:36.4655       | 230.083         |
| 2                      | 12        | Will Power         | Team Penske                                    | Chevrolet | 2:36.4666       | 230.081         |
| 3                      | 22        | Simon Pagenaud     | Team Penske                                    | Chevrolet | 2:36.6924       | 229.854         |
| 4                      | 2         | Josef Newgarden    | Team Penske                                    | Chevrolet | 2:36.6924       | 229.749         |
| 5                      | 88        | Colton Herta       | Harding Steinbrenner Racing                    | Honda     | 2:36.8779       | 229.478         |
| 6                      | 63        | Ed Jones           | Ed Carpenter Racing Scuderia Corsa             | Chevrolet | 2:36.9035       | 229.440         |
| 7                      | 20        | Ed Carpenter       | Ed Carpenter Racing                            | Chevrolet | 2:36.9658       | 229.349         |
| 8                      | 27        | Alexander Rossi    | Andretti Autosport                             | Honda     | 2:37.0217       | 229.268         |
| 9                      | 18        | Sébastien Bourdais | Dale Coyne Racing with Vasser-Sullivan         | Honda     | 2:37.3427       | 228.800         |
| Posiciones 10 a 30     |           |                    |                                                |           |                 |                 |
| 10                     | 98        | Marco Andretti     | Andretti Herta w/ Marco & Curb-Agajanian       | Honda     | 2:37.3729       | 228.756         |
| 11                     | 25        | Conor Daly         | Andretti Autosport                             | Honda     | 2:37.4688       | 228.617         |
| 12                     | 3         | Hélio Castroneves  | Team Penske                                    | Chevrolet | 2:37.5337       | 228.523         |
| 13                     | 7         | Marcus Ericsson    | Arrow Schmidt Peterson Motorsports             | Honda     | 2:37.5415       | 228.511         |
| 14                     | 30        | Takuma Satō        | Rahal Letterman Lanigan Racing                 | Honda     | 2:37.6874       | 228.300         |
| 15                     | 33        | James Davison      | Dale Coyne Racing with Byrd/Hollinger/Belardi  | Honda     | 2:37.7057       | 228.273         |
| 16                     | 14        | Tony Kanaan        | A. J. Foyt Enterprises                         | Chevrolet | 2:37.8116       | 228.120         |
| 17                     | 15        | Graham Rahal       | Rahal Letterman Lanigan Racing                 | Honda     | 2:37.8226       | 228.104         |
| 18                     | 9         | Scott Dixon        | Chip Ganassi Racing                            | Honda     | 2:37.8256       | 228.100         |
| 19                     | 77        | Oriol Servià       | Team Stange Racing with Arrow Schmidt Peterson | Honda     | 2:37.9009       | 227.991         |
| 20                     | 23        | Charlie Kimball    | Carlin Racing                                  | Chevrolet | 2:37.9535       | 227.915         |
| 21                     | 48        | J.R. Hildebrand    | Dreyer & Reinbold Racing                       | Chevrolet | 2:37.9584       | 227.908         |
| 22                     | 28        | Ryan Hunter-Reay   | Andretti Autosport                             | Honda     | 2:37.9799       | 227.877         |
| 23                     | 19        | Santino Ferrucci   | Dale Coyne Racing                              | Honda     | 2:38.0815       | 227.731         |
| 24                     | 4         | Matheus Leist      | A. J. Foyt Enterprises                         | Chevrolet | 2:38.0911       | 227.717         |
| 25                     | 60        | Jack Harvey        | Meyer Shank Racing with Arrow Schmidt Peterson | Honda     | 2:38.1063       | 227.695         |
| 26                     | 42        | Jordan King        | Rahal Letterman Lanigan Racing                 | Honda     | 2:38.2402       | 227.502         |
| 27                     | 81        | Ben Hanley         | DragonSpeed                                    | Chevrolet | 2:38.2542       | 227.482         |
| 28                     | 26        | Zach Veach         | Andretti Autosport                             | Honda     | 2:38.3523       | 227.341         |
| 29                     | 10        | Felix Rosenqvist   | Chip Ganassi Racing                            | Honda     | 2:38.3834       | 227.297         |
| 30                     | 39        | Pippa Mann         | Clauson-Marshall Racing                        | Chevrolet | 2:38.4203       | 227.244         |
| Repesca de última fila |           |                    |                                                |           |                 |                 |
| 31                     | 66        | Fernando Alonso    | McLaren Racing                                 | Chevrolet | 2:38.4339       | 227.224         |
| 32                     | 5         | James Hinchcliffe  | Arrow Schmidt Peterson Motorsports             | Honda     | 2:38.6212       | 226.956         |
| 33                     | 24        | Sage Karam         | Dreyer & Reinbold Racing                       | Chevrolet | 2:38.6248       | 226.951         |
| 34                     | 31        | Patricio O'Ward    | Carlin Racing                                  | Chevrolet | 2:38.6620       | 226.897         |
| 35                     | 59        | Max Chilton        | Carlin Racing                                  | Chevrolet | 2:39.0661       | 226.321         |
| 36                     | 32        | Kyle Kaiser        | Juncos Racing                                  | Chevrolet | Tiempo retirado | Tiempo retirado |

Fuente: IndyCar Series.

### Repesca de última fila
En esta sesión se definió la última fila de la parrilla, la cual está conformada por las posiciones 31 a 33. En este caso, el orden de salida para marcar el tiempo es el original que el primer día, y los pilotos solamente tuvieron un intento para marcar su mejor tiempo.
| Pos.                             | N.º                              | Piloto                           | Escudería                          | Motor                            | Tiempo                           | Velocidad                        |
| Clasificados para la última fila | Clasificados para la última fila | Clasificados para la última fila | Clasificados para la última fila   | Clasificados para la última fila | Clasificados para la última fila | Clasificados para la última fila |
| -------------------------------- | -------------------------------- | -------------------------------- | ---------------------------------- | -------------------------------- | -------------------------------- | -------------------------------- |
| 31                               | 24                               | Sage Karam                       | Dreyer & Reinbold Racing           | Chevrolet                        | 2:38.0747                        | 227.740                          |
| 32                               | 5                                | James Hinchcliffe                | Arrow Schmidt Peterson Motorsports | Honda                            | 2:38.2118                        | 227.543                          |
| 33                               | 32                               | Kyle Kaiser                      | Juncos Racing                      | Chevrolet                        | 2:38.3311                        | 227.372                          |
| Fallaron para clasificarse       |                                  |                                  |                                    |                                  |                                  |                                  |
| 34                               | 66                               | Fernando Alonso                  | McLaren Racing                     | Chevrolet                        | 2:38.3440                        | 227.353                          |
| 35                               | 31                               | Patricio O'Ward                  | Carlin Racing                      | Chevrolet                        | 2:38.5260                        | 227.092                          |
| 36                               | 59                               | Max Chilton                      | Carlin Racing                      | Chevrolet                        | 2:39.1565                        | 226.192                          |

Fuente: IndyCar Series.

### Fast nine
Esta fue la sesión final de clasificación y determinó las primeras 9 posiciones de la parrilla de salida, incluida la pole position. El orden de salida para marcar un tiempo fue el inverso al resultado del primer día, es decir, es más lento a más rápido. Al igual que en la repesca, los pilotos solamente tuvieron un intento.
| Pos.      | N.º       | Piloto             | Escudería                              | Motor     | Tiempo    | Velocidad |
| Fast nine | Fast nine | Fast nine          | Fast nine                              | Fast nine | Fast nine | Fast nine |
| --------- | --------- | ------------------ | -------------------------------------- | --------- | --------- | --------- |
| 1         | 22        | Simon Pagenaud     | Team Penske                            | Chevrolet | 2:36.5271 | 229.992   |
| 2         | 20        | Ed Carpenter       | Ed Carpenter Racing                    | Chevrolet | 2:36.5971 | 229.889   |
| 3         | 21        | Spencer Pigot      | Ed Carpenter Racing                    | Chevrolet | 2:36.6402 | 229.826   |
| 4         | 63        | Ed Jones           | Ed Carpenter Racing Scuderia Corsa     | Chevrolet | 2:36.7629 | 229.646   |
| 5         | 88        | Colton Herta       | Harding Steinbrenner Racing            | Honda     | 2:37.1465 | 229.086   |
| 6         | 12        | Will Power         | Team Penske                            | Chevrolet | 2:37.4490 | 228.645   |
| 7         | 18        | Sébastien Bourdais | Dale Coyne Racing with Vasser-Sullivan | Honda     | 2:37.4659 | 228.621   |
| 8         | 2         | Josef Newgarden    | Team Penske                            | Chevrolet | 2:37.6208 | 228.396   |
| 9         | 27        | Alexander Rossi    | Andretti Autosport                     | Honda     | 2:37.7240 | 228.247   |

Fuente: IndyCar Series.

## Parrilla de salida
| Fila | Interior | Interior           | Medio | Medio             | Exterior | Exterior          |
| Fila | N.º      | Piloto             | N.º   | Piloto            | N.º      | Piloto            |
| ---- | -------- | ------------------ | ----- | ----------------- | -------- | ----------------- |
| 1    | 22       | Simon Pagenaud     | 20    | Ed Carpenter      | 21       | Spencer Pigot     |
| 2    | 63       | Ed Jones           | 88    | Colton Herta      | 12       | Will Power        |
| 3    | 18       | Sébastien Bourdais | 2     | Josef Newgarden   | 27       | Alexander Rossi   |
| 4    | 98       | Marco Andretti     | 25    | Conor Daly        | 3        | Hélio Castroneves |
| 5    | 7        | Marcus Ericsson    | 30    | Takuma Satō       | 33       | James Davison     |
| 6    | 14       | Tony Kanaan        | 15    | Graham Rahal      | 9        | Scott Dixon       |
| 7    | 77       | Oriol Servià       | 23    | Charlie Kimball   | 48       | J.R. Hildebrand   |
| 8    | 28       | Ryan Hunter-Reay   | 19    | Santino Ferrucci  | 4        | Matheus Leist     |
| 9    | 60       | Jack Harvey        | 42    | Jordan King       | 81       | Ben Hanley        |
| 10   | 26       | Zach Veach         | 10    | Felix Rosenqvist  | 39       | Pippa Mann        |
| 11   | 24       | Sage Karam         | 5     | James Hinchcliffe | 32       | Kyle Kaiser       |

## Carrera
Resultados
| Pos. | N.° | Piloto             | Escudería                                      | Motor     | Vueltas | Tiempo/Retirado | Parrilla | Puntos |
| ---- | --- | ------------------ | ---------------------------------------------- | --------- | ------- | --------------- | -------- | ------ |
| 1    | 22  | Simon Pagenaud     | Team Penske                                    | Chevrolet | 200     | 2:50:39.2797    | 1        | 112    |
| 2    | 27  | Alexander Rossi    | Andretti Autosport                             | Honda     | 200     | +0.2086         | 9        | 82     |
| 3    | 30  | Takuma Satō        | Rahal Letterman Lanigan Racing                 | Honda     | 200     | +0.3413         | 14       | 71     |
| 4    | 2   | Josef Newgarden    | Team Penske                                    | Chevrolet | 200     | +0.8979         | 8        | 67     |
| 5    | 12  | Will Power         | Team Penske                                    | Chevrolet | 200     | +1.6173         | 6        | 65     |
| 6    | 20  | Ed Carpenter       | Ed Carpenter Racing                            | Chevrolet | 200     | +1.9790         | 2        | 65     |
| 7    | 19  | Santino Ferrucci   | Dale Coyne Racing                              | Honda     | 200     | +2.8055         | 23       | 53     |
| 8    | 28  | Ryan Hunter-Reay   | Andretti Autosport                             | Honda     | 200     | +4.0198         | 22       | 48     |
| 9    | 14  | Tony Kanaan        | A. J. Foyt Enterprises                         | Chevrolet | 200     | +4.7708         | 16       | 44     |
| 10   | 25  | Conor Daly         | Andretti Autosport                             | Honda     | 200     | +5.3459         | 11       | 40     |
| 11   | 5   | James Hinchcliffe  | Arrow Schmidt Peterson Motorsports             | Honda     | 200     | +5.4821         | 32       | 38     |
| 12   | 33  | James Davison      | Dale Coyne Racing with Byrd/Hollinger/Belardi  | Honda     | 200     | +6.2250         | 15       | 36     |
| 13   | 63  | Ed Jones           | Ed Carpenter Racing Scuderia Corsa             | Chevrolet | 200     | +7.5500         | 4        | 40     |
| 14   | 21  | Spencer Pigot      | Ed Carpenter Racing                            | Chevrolet | 200     | +8.5566         | 3        | 40     |
| 15   | 4   | Matheus Leist      | A. J. Foyt Enterprises                         | Chevrolet | 200     | +10.4153        | 24       | 30     |
| 16   | 39  | Pippa Mann         | Clauson-Marshall Racing                        | Chevrolet | 200     | +12.9803        | 30       | 28     |
| 17   | 9   | Scott Dixon        | Chip Ganassi Racing                            | Honda     | 200     | +14.7595        | 18       | 27     |
| 18   | 3   | Hélio Castroneves  | Team Penske                                    | Chevrolet | 199     | +1 vuelta       | 12       | 24     |
| 19   | 24  | Sage Karam         | Dreyer & Reinbold Racing                       | Chevrolet | 199     | +1 vuelta       | 31       | 22     |
| 20   | 48  | J.R. Hildebrand    | Dreyer & Reinbold Racing                       | Chevrolet | 199     | +1 vuelta       | 21       | 20     |
| 21   | 60  | Jack Harvey        | Meyer Shank Racing with Arrow Schmidt Peterson | Honda     | 199     | +1 vuelta       | 25       | 18     |
| 22   | 77  | Oriol Servià       | Team Stange Racing with Arrow Schmidt Peterson | Honda     | 199     | +1 vuelta       | 19       | 16     |
| 23   | 7   | Marcus Ericsson    | Arrow Schmidt Peterson Motorsports             | Honda     | 198     | +2 vueltas      | 13       | 14     |
| 24   | 42  | Jordan King        | Rahal Letterman Lanigan Racing                 | Honda     | 198     | +2 vueltas      | 26       | 12     |
| 25   | 23  | Charlie Kimball    | Carlin Racing                                  | Chevrolet | 196     | +4 vueltas      | 20       | 10     |
| 26   | 98  | Marco Andretti     | Andretti Herta w/ Marco & Curb-Agajanian       | Honda     | 195     | +5 vueltas      | 10       | 10     |
| 27   | 15  | Graham Rahal       | Rahal Letterman Lanigan Racing                 | Honda     | 176     | Contacto        | 17       | 10     |
| 28   | 10  | Felix Rosenqvist   | Chip Ganassi Racing                            | Honda     | 176     | Contacto        | 29       | 11     |
| 29   | 26  | Zach Veach         | Andretti Autosport                             | Honda     | 176     | Contacto        | 28       | 10     |
| 30   | 18  | Sébastien Bourdais | Dale Coyne Racing with Vasser-Sullivan         | Honda     | 176     | Contacto        | 7        | 13     |
| 31   | 32  | Kyle Kaiser        | Juncos Racing                                  | Chevrolet | 71      | Contacto        | 33       | 10     |
| 32   | 81  | Ben Hanley         | DragonSpeed                                    | Chevrolet | 54      | Mecánico        | 27       | 10     |
| 33   | 88  | Colton Herta       | Harding Steinbrenner Racing                    | Honda     | 3       | Mecánico        | 5        | 15     |

Fuente: IndyCar Series.